# Linea Daegu
La linea Daegu (대구선, 大邱線 - Daegu-seon) è una linea ferroviaria suburbana della Corea del Sud, a scartamento ordinario, che collega Daegu e Yeongcheon con un percorso di 29 km.

## Storia
La prima sezione della linea Daegu venne aperta il 1º novembre 1917 fra Dongdaegu e Hayang. Venne ulteriormente estesa a Pohang il 31 ottobre 1918, e fu aperta una diramazione da Gyeongju a Ulsan nel 1921.
La sezione da Gyeongju a Pohang e Ulsan venne in seguito integrata nella linea Donghae Nambu nel 1945, e la parte fra Yeongcheon a Gyeongju divenne parte della linea Jungang, che venne aperta il 1º aprile 1942.

### Potenziamento della linea
La sezione di 14 km fra Dongdaegu e Cheongcheon venne sostituita da una variante che porta la linea Daegu a innestarsi sulla linea Gyeongbu presso la stazione di Gacheon, accorciando il tragitto fra Dongdaegu e Cheongcheon di 16,5 km. La distanza fra Dongdaegu a Cheongcheon è quindi passata a 28,4 km, mentre la distanza chilometrica della linea è di esattamente 29 km fra Gacheon e Yeongcheon.
Il potenziamento della linea è stato presentato nell'agosto 1997 con il completamento previsto per il 2000, ma difficoltà di ordine economico hanno portato i lavori a protrarsi fino al 2005. Parte del progetto era costituito da una sostituzione della vecchia diramazione di 1,3 km per l'aeroporto con una nuova linea di 9040 metri parallela all'autostrada da Cheongcheon, terminata un anno successivo.
La linea Daegu è al momento interessata da un raddoppio dei binari e dall'elettrificazione, con diverse varianti di tracciato, che la renderanno una ferrovia suburbana adatta a un elevato traffico metropolitano. Il progetto è stato presentato nel 2009 e il costo dei lavori è di circa 988 miliardi di won, con il completamento previsto per il 2017.

## Percorso attuale
| Stazione      | Stazione | Stazione | Distanza interst. | Distanza totale | Semaeul | Mugunghwa | Collegamenti               | Posizione           | Posizione  | Posizione |
| Alfabeto      | Hanja    | Hangeul  | Distanza interst. | Distanza totale | Semaeul | Mugunghwa | Collegamenti               | Posizione           | Posizione  | Posizione |
| ------------- | -------- | -------- | ----------------- | --------------- | ------- | --------- | -------------------------- | ------------------- | ---------- | --------- |
| Gacheon       | 佳川     | 가천역   | 0.0               | 0.0             | \|      | \|        | Linea Gyeongbu             | Daegu               | Suseong-gu |           |
| Geumgang      | 琴江     | 금강역   | 4.3               | 4.3             | \|      | \|        |                            | Daegu               | Dong-gu    |           |
| Cheongcheon   | 清泉     | 청천역   | 3.8               | 8.1             | \|      | \|        |                            | Gyeongsang del nord | Gyeongsan  |           |
| Hayang        | 河陽     | 하양역   | 6.0               | 14.1            | ●       | ●         |                            | Gyeongsang del nord | Gyeongsan  |           |
| Geumho        | 琴湖     | 금호역   | 4.9               | 19.0            | \|      | \|        |                            | Gyeongsang del nord | Yeongcheon |           |
| Bongjeong     | 鳳亭     | 봉정역   | 4.2               | 23.2            | \|      | \|        |                            | Gyeongsang del nord | Yeongcheon |           |
| Bugyeongcheon | 北永川   | 북영천역 | 4.1               | 27.3            | ▲       | \|        | Linea Bukyeongcheon samgak | Gyeongsang del nord | Yeongcheon |           |
| Yeongcheon    | 永川     | 영천역   | 1.7               | 29.0            | ●       | ●         | Linea Jungang              | Gyeongsang del nord | Yeongcheon |           |

### Sezione chiusa nel 2005
Dongdaegu - Dongchon - Panyawol - Cheongchon